# Ladislav Beneš
Ladislav Beneš (Zlin, 9 de julho de 1943) é um ex-handebolista checoslovacoo, medalhista olímpico.

## Títulos
- Jogos Olímpicos:
  - Prata: 1972